# Liste der Wappen im Westerwaldkreis
Diese Liste zeigt die Wappen der Städte und Gemeinden sowie Wappen von ehemals selbständigen Gemeinden und aufgelösten Landkreisen im Westerwaldkreis in Rheinland-Pfalz. In dieser Liste werden die Wappen mit dem Gemeindelink angezeigt.

Wappen
Der Westerwaldkreis in Rheinland-Pfalz
Der Westerwaldkreis in Deutschland

## Wappen der Verbandsgemeinden
Die Verbandsgemeinde Montabaur führt kein Wappen.

Verbandsgemeinde Bad Marienberg
Verbandsgemeinde Hachenburg
Verbandsgemeinde Höhr-Grenzhausen
Verbandsgemeinde Ransbach-Baumbach
Verbandsgemeinde Rennerod
Verbandsgemeinde Selters
Verbandsgemeinde Wallmerod
Verbandsgemeinde Westerburg
Verbandsgemeinde Wirges

- Verbandsgemeinde
Bad Marienberg[2]
- Verbandsgemeinde
Hachenburg[3]
- Verbandsgemeinde
Höhr-Grenzhausen[4]
- Verbandsgemeinde
Ransbach-Baumbach[5]
- Verbandsgemeinde
Rennerod[6]
- Verbandsgemeinde
Selters[7]
- Verbandsgemeinde
Wallmerod[8]
- Verbandsgemeinde
Westerburg[9]
- Verbandsgemeinde
Wirges[10]

## Wappen der Städte und Gemeinden
Die Gemeinde Staudt führt kein Wappen.

Gemeinde Ailertchen
Gemeinde Alpenrod
Gemeinde Alsbach
Gemeinde Arnshöfen
Gemeinde Astert
Gemeinde Atzelgift
Stadt Bad Marienberg
Gemeinde Bannberscheid
Gemeinde Bellingen
Gemeinde Berod bei Wallmerod
Gemeinde Berzhahn
Gemeinde Bilkheim
Gemeinde Boden
Gemeinde Bölsberg
Gemeinde Borod
Gemeinde Brandscheid
Gemeinde Breitenau
Gemeinde Bretthausen
Gemeinde Caan
Gemeinde Daubach
Gemeinde Deesen
Gemeinde Dernbach
Gemeinde Dreifelden
Gemeinde Dreikirchen
Gemeinde Dreisbach
Gemeinde Ebernhahn
Gemeinde Eitelborn
Gemeinde Elbingen
Gemeinde Ellenhausen
Gemeinde Elsoff
Gemeinde Enspel
Gemeinde Ettinghausen
Gemeinde Ewighausen
Gemeinde Fehl-Ritzhausen
Gemeinde Freilingen
Gemeinde Freirachdorf
Gemeinde Gackenbach
Gemeinde Gehlert
Gemeinde Gemünden
Gemeinde Giesenhausen
Gemeinde Girkenroth
Gemeinde Girod
Gemeinde Goddert
Gemeinde Görgeshausen
Gemeinde Großholbach
Gemeinde Großseifen
Gemeinde Guckheim
Stadt Hachenburg
Gemeinde Hahn am See
Gemeinde Hahn
Gemeinde Halbs
Gemeinde Hardt
Gemeinde Hartenfels
Gemeinde Härtlingen
Gemeinde Hattert
Gemeinde Heilberscheid
Gemeinde Heiligenroth
Gemeinde Heimborn
Gemeinde Helferskirchen
Gemeinde Hellenhahn-Schellenberg
Gemeinde Hergenroth
Gemeinde Herschbach
Gemeinde Herschbach (Oberwesterwald)
Gemeinde Heuzert
Gemeinde Hilgert
Gemeinde Hillscheid
Gemeinde Höchstenbach
Gemeinde Hof
Gemeinde Höhn
Stadt Höhr-Grenzhausen
Gemeinde Holler
Gemeinde Homberg
Gemeinde Horbach
Gemeinde Hübingen
Gemeinde Hüblingen
Gemeinde Hundsangen
Gemeinde Hundsdorf
Gemeinde Irmtraut
Gemeinde Kaden
Gemeinde Kadenbach
Gemeinde Kammerforst
Gemeinde Kirburg
Gemeinde Kölbingen
Gemeinde Kroppach
Gemeinde Krümmel
Gemeinde Kuhnhöfen
Gemeinde Kundert
Gemeinde Langenbach
Gemeinde Langenhahn
Gemeinde Lautzenbrücken
Gemeinde Leuterod
Gemeinde Liebenscheid
Gemeinde Limbach
Gemeinde Linden
Gemeinde Lochum
Gemeinde Luckenbach
Gemeinde Mähren
Gemeinde Marienrachdorf
Gemeinde Maroth
Gemeinde Marzhausen
Gemeinde Maxsain
Gemeinde Merkelbach
Gemeinde Meudt
Gemeinde Mogendorf
Gemeinde Molsberg
Kreisstadt Montabaur
Gemeinde Mörlen
Gemeinde Mörsbach
Gemeinde Moschheim
Gemeinde Mudenbach
Gemeinde Mündersbach
Gemeinde Müschenbach
Gemeinde Nauort
Gemeinde Nentershausen
Gemeinde Neuhäusel
Gemeinde Neunkhausen
Gemeinde Neunkirchen
Gemeinde Neustadt/Westerwald
Gemeinde Niederahr
Gemeinde Niederelbert
Gemeinde Niedererbach
Gemeinde Niederroßbach
Gemeinde Niedersayn
Gemeinde Nister
Gemeinde Nister-Möhrendorf
Gemeinde Nisterau
Gemeinde Nistertal
Gemeinde Nomborn
Gemeinde Nordhofen
Gemeinde Norken
Gemeinde Oberahr
Gemeinde Oberelbert
Gemeinde Obererbach
Gemeinde Oberhaid
Gemeinde Oberrod
Gemeinde Oberroßbach
Gemeinde Ötzingen
Gemeinde Pottum
Gemeinde Quirnbach
Stadt Ransbach-Baumbach
Gemeinde
Rehe[104]
Stadt Rennerod
Gemeinde Roßbach
Gemeinde Rotenhain
Gemeinde Rothenbach
Gemeinde Rückeroth
Gemeinde Ruppach-Goldhausen
Gemeinde
Salz[107]
Gemeinde Salzburg
Gemeinde Schenkelberg
Gemeinde
Seck[110]
Stadt Selters (Westerwald)
Gemeinde Sessenbach
Gemeinde Sessenhausen
Gemeinde Siershahn
Gemeinde Simmern
Gemeinde Stahlhofen
Gemeinde Stahlhofen am Wiesensee
Gemeinde Steinebach an der Wied
Gemeinde Steinefrenz
Gemeinde Steinen
Gemeinde Stein-Neukirch
Gemeinde Stein-Wingert
Gemeinde Stockhausen-Illfurth
Gemeinde Stockum-Püschen
Gemeinde Streithausen
Gemeinde Unnau
Gemeinde Untershausen
Gemeinde Vielbach
Gemeinde Wahlrod
Gemeinde Waigandshain
Gemeinde Waldmühlen
Gemeinde Wallmerod
Gemeinde Weidenhahn
Gemeinde Welkenbach
Gemeinde Welschneudorf
Gemeinde Weltersburg
Gemeinde Weroth
Stadt Westerburg
Gemeinde Westernohe
Gemeinde Wied
Gemeinde Willingen
Gemeinde Willmenrod
Gemeinde Winkelbach
Gemeinde Winnen
Stadt Wirges
Gemeinde Wirscheid
Gemeinde Wittgert
Gemeinde Wölferlingen
Gemeinde Zehnhausen bei Rennerod
Gemeinde Zehnhausen bei Wallmerod

## Blasonierungen
1. ↑  Westerwaldkreis: „In Silber ein grüner Schrägbalken; unten wachsend sieben silbern berandete, sechseckige schwarze Basaltsäulen von unterschiedlicher Höhe, oben eine zylindrische, altdeutsche Kanne mit silbernen Riffeln und drei silbernen ovalen Medaillons.“
2. ↑  VG Bad Marienberg: „Schräggeteilt durch einen silber-rot geschachten Balken zu zwei Reihen, oben in Blau ein rotbewehrter und -gezungter goldener Löwe, unter in Silber ein durchgehendes schwarzes Balkenkreuz.“
3. ↑  VG Hachenburg: „Innerhalb eines schwarzen Bordes mit 33 silbernen Rauten und einer Kugel in der Schildbordspitze in Rot ein wachsendes, dreifach gezinntes, spitzbogiges, goldenes Stadttor mit geöffnetem, dreizackigen, goldenen Fallgatter, flankiert von zwei, im Obergeschoss mit zwei schwarzen Fenstern bestückten goldenen Rundtürmen, alles aus schwarzgefugten Quadern, bedacht mit grüngeschieferten, von goldenen Kreuzblumen (Lilien) bekrönten Hauben, mittig überhöht von einem Schildchen, darin innerhalb eines goldenen Bordes in Rot ein doppeltgeschweifter, hersehender, steigender goldener Löwe.“
4. ↑  VG Höhr-Grenzhausen: „Innerhalb eines vierfach von Silber und Blau gestückten Schildbordes mit je einer Kugel in wechselten Farben auf den vier Schnittlinien, geviert von Blau und Silber, darinein Henkelkrug (Kanne) in verwechselten Farben.“
5. ↑  VG Ransbach-Baumbach: „Innerhalb eines roten Bordes, belegt mit elf silbernen Kantenwürfeln, in Silber über grünem Wellenschildfuß ein blauer Salzkeramikhenkelkrug mit Fuß, belegt mit einem springendem, silbernen Hirsch über ebensolchem Rankenwerk.“
6. ↑  VG Rennerod: „Innerhalb eines von Blau und Gold zwölffach gestückten Bordes in Blau pfahlweise zwei rotgezungte und -bewehrte, schreitende, goldene Löwen.“
7. ↑  VG Selters: „Geteilt von Blau und Gold innerhalb eines geteilten, oben mit dreizehn, unten mit zehn Kugeln belegten Bordes, alles in verwechselten Farben, oben ein wachsender, rotbewehrter und rotgezungter goldener Löwe, unten drei grüne Eichenblätter aus einem grünen Trieb.“
8. ↑  VG Wallmerod: „Geviert von Silber und Blau; Feld 1: ein durchgehendes, rotes Balkenkreuz, Feld 2: ein rotbewehrter und -bezungter, goldener Löwe, Feld 3: ein schrägliegender, silberner Tonspaten mit wachsendem, goldenem Stiel, Feld 4: eine wachsende Gruppe von vier, (1:2:1) aufeinandergerückten, sechseckigen, schwarzen Basaltsäulen.“
9. ↑  VG Westerburg: „Geviert durch ein goldenes Balkenkreuz, in 1 in Rot fünf goldene Kreuzchen (2:1:2), in 2 in Blau ein rotbewehrter und -gezungter, goldener Löwe, in 3 in Blau ein linksgewandter, goldbewehrter, -befußter und gezungter, silberner Adler und in 4 in Silber ein durchgehendes, rotes Balkenkreuz.“
10. ↑  VG Wirges: „Unter rotem Schildhaupt, darin ein von zwei silbernen Leisten begleiteter schwarzer Balken, in Silber über zwölf blauen Kugeln (fünf, vier, drei) im Schildfuß ein blauer Krug, belegt mit einer silbernen Rose mit rotem Butzen.“
11. ↑  Ailertchen: „Geviert von Gold und Rot, in 1 ein rotes achtspeichiges Rad, in 2 ein wachsender, linksschräger, goldener Abtstab, in 3 ein linksschräger, spitz zulaufender, goldener Wellenbalken, darin zwei schwarze Wellenfäden und in vier ein linksschreitender, roter Kiebitz.“
12. ↑  Alpenrod: „In Gold ein blauer Schrägbalken, belegt mit drei silbernen Kugeln, oben drei stilisierte grüne Bäume, untern eine rote Glocke.“
13. ↑  Alsbach: „In Silber drei schwarze Balken belegt mit einem links hinschreitenden, rot bewährten und geschwänzten goldenen Pfau.“
14. ↑  Arnshöfen: „Unter silbernem Wellenschildhaupt, darin ein durchgehendes, facettiertes, rotes Balkenkreuz, in Blau eine erniedrigte silberne Leiste, belegt mit dem Bund einer goldenen Garbe aus vier wachsenden Ähren.“
15. ↑  Astert: „Durch einen silbernen schräglinken Wellenbalken geteilt von Rot und Blau, oben schräggekreuzt ein silberner Dachdeckerhammer und eine Rodehacke, unten aus dem Schildrand wachsend drei goldene Ähren.“
16. ↑  Atzelgift: „Schräg geteilt von Grün und Silber, vorne eine Elster in natürlichen Farben, hinten ein achtspeichiges goldenes Mühlrad, beschaufelt über den Achsen und in der unteren Radhälfte.“
17. ↑  Bad Marienberg: „In Silber ein durchgehendes schwarzes Kreuz, belegt mit einem mit goldenen Schindeln bestreuten blauen Schild, darin ein rot bewehrter goldener Löwe.“
18. ↑  Bannberscheid: „Durch einen silbern-rot geteilten Schräglinksbalken geteilt von Blau und Gold, oben ein goldenes Mühlrad, unten am Schildrand drei blaue Stufen.“
19. ↑  Bellingen: „Gespalten von Gold und Blau, belegt mit einem Balken in verwechselten Farben, vorne oben fünf blaue Schildchen (Schindeln), 3:2 gestellt, unten eine siebenblättrige blaue herzförmige Rübe, hinten oben eine schräggestellte goldene Henkelkanne, einen goldenen Strahl in einen goldenen Kelch gießend, unten drei goldene Schildchen, 2:1 gestellt.“
20. ↑  Berod bei Wallmerod:  „Gespalten durch eine rot-silberne Doppelflanke und geteilt im Wellenschnitt ein spitzbedachter, kreuzbesteckter, schwarzgefugter Kirchturm mit silbernem Fenster, erhöht um ein im Rundbogen gefasstes, silbernes Doppelfenster, vorne eine Rodehacke, hinten ein Tongräberspaten, alles in verwechselten Farben.“
21. ↑  Berzhahn: „In Blau eine wachsende Pyramide aus acht silbernen Sechsecken, belegt mit einem schwarzgezungten, roten Hahn“.
22. ↑  Bilkheim: „Durch Göpelschnitt dreigeteilt, vorne in Rot aus goldenem, mit einem schräglinks steigenden blauen Wellenkeil belegten Wellenschildfuß, ein wachsender, silberner Schlossturm mit  fünf Fenstern, eines im Mansardenwalmdach, hinten in Silber ein dreizinniger, konischer, roter Turm mit drei silbernen Fenstern, unten in Grün eine goldene Urne, umlegt von sechs silbernen gleichschenkligen Trapezen.“
23. ↑  Boden: „Gespalten von Purpur und Silber, vorne eine geschweifte, goldene Majuskel "M", erhöht um eine rotgefütterte, goldene Lilienkrone, hinten ein purpurner, linksschräger Wellenbalken.“
24. ↑  Bölsberg: „Gespalten von Silber und Gold, belegt mit einem durchgehenden, facettierten, konisch bearmten lateinischen Balkenkreuz, vorne eine geschlossene, blaue Froschgrubenlampe mit links gewandtem Haken an zwei Scheibchen, Bügel mit Flachtank und links brennender roter, innen silberner Flamme, hinten oben ein blaues Sechseck, unten drei solche, 2:1 gestellt.“
25. ↑  Breitenau: „Geteilt, oben in Rot ein linkssehender, dreimal gewendeter, flügel- und beinloser, silberner Drache, belegt mit einem gestürzten, schwarzen Schwert, unten in Silber zwei rote Balken.“
26. ↑  Caan: „Durch eine blaue Wellenleiste geteilt, oben in Gold drei rote Adler, unten in Silber eine rote Kanne flankiert von zwei roten Eicheln.“
27. ↑  Daubach „Wellenförmig gespalten von Silber und Grün, vorn ein durchgehendes, rotes Balkenkreuz; hinten eine auf goldenem Ast sitzende, nach rechts gewendete, hersehende, rotbewehrte, goldene Eule mit geschlossenem Flug.“
28. ↑  Deesen: „In Silber ein nach oben und rechts versetztes durchgehendes rotes Kreuz, im Bereich des Schildfußes bedeckt von einer zweibogigen, silbern gefugten schwarzen Brücke, deren rechter Bogen den untersten Teil des Kreuzbalkens sichtbar läßt. Am linken Querarm des Kreuzes, aufgehängt in der Form eines Wirtshausschildes, ein schwarzes Schildchen, darin eine goldene Kanne.“
29. ↑  Dernbach: „Viermal geteilt von Rot, Silber, Schwarz, Silber und Rot.“
30. ↑  Dreikirchen: „Dreigeteilt durch silberne Wellenlinien. In rot drei silbern/schwarz stilisierte Kirchtürme, vorne in grün silberner Eichenzweig mit zwei Eicheln, hinten in blau vier silberne, schwarz stilisierte Basaltsäulen.“
31. ↑  Ebernhahn: „Von Rot und Silber stufenförmig schräglinks geteilt; oben ein silbernes Wagenrad mit 8 Speichen, unten ein neunblättriger grüner Ebereschenzweig.“
32. ↑  Elbingen: „Geteilt von Blau und Silber durch eine ihrerseits silber-blau geteilte Wellenleiste. Oben wachsend ein rot bewehrter goldener Löwe, einen silbernen Krug haltend. Unten ein unterhalbes rotes Mühlrad.“
33. ↑  Elsoff: „In Blau ein goldener Krummstab, gekreuzt mit einem gestürzten, silbernen Schwert.“
34. ↑  Enspel: „Von Gold und Blau wellenförmig gespalten, vorne zwei schräggekreuzte, schwarze Hämmer, begleitet oben und unten von je einem Basaltpflasterstein, hinten ein goldner rotbewehrter und gezungter Löwe.“
35. ↑  Ettinghausen: „Schräglinks geteilt von Silber und Grün durch einen silbergesäumten, blauen Wellenbalken, oben eine schwarze Linde mit grünem Blattwerk, unten eine silberne Brunnenschale mit sieben blau-silbernen Fontänen.“
36. ↑  Ewighausen: „Im Göpelschnitt geteilt, rechts in Silber ein durchgehendes, rotes Kreuz, links in Rot eine goldene Garbe, unten in Blau ein wachsender, goldener Kantstein, beseitet von zwei auswärts gestellten, goldenen Eichenblättern.“
37. ↑  Fehl-Ritzhausen: „Geteilt von Gold und Blau durch einen von Blau und Silber geteilten Wellenbalken, oben ein schwarzer Glockenturm, begleitet von zwei schwarzen Glocken, unten ein sechzehnschaufliges, silbernes Mühlrad mit zwei gekreuzten, parallelen Doppelspeichen.“
38. ↑  Freilingen: „Gespalten von Rot und Silber, rechts eine goldene Ähre mit Blatt, links über blauem Wellenbalken ein schwarzes vierspeichiges Mühlrad.“
39. ↑  Freirachdorf: „Geteilt und oben gespalten, rechts in Silber eine beladene, schwarze Lore, links in Blau eine schwarz beschlagene und beklöppelte silberne Glocke, unten in Gold ein schwarzer, dreistämmiger, bewurzelter, grünbelaubter Baum.“
40. ↑  Girkenroth: „Gespalten von Gold und Silber durch eine eingebogene grüne Spitze, darin eine goldene Ähre, links drei blaue Schrägbalken, rechts drei schwarze Basaltsäulen.“
41. ↑  Gerod: „Gespalten von Rot und Gold und geteilt durch einen vorne silbernen und hinten blauen Wellenbalken, rechts oben ein schräggekreuzter gestürzter silberner Schlüssel mit Vierpassreite mit einem ebensolchen Schwert, belegt mit einer silbernen Jakobsmuschel, unten eine aus dem Schildrand wachsende dreistufige silberne Treppe, links oben ein fünfspeichiges blaues Mühlrad, unten ein blaues herzförmiges Rodehackenblatt.“
42. ↑  Goddert: „In Gold eine blaue Spitze, darin ein goldener schreitender Löwe, rechts ein grüner Eichenzweig mit drei Blättern und einer Eichel, links drei gebundene grüne Kornähren.“
43. ↑  Großholbach: „Schräglinks im Wellenschnitt geteilt von Silber und Grün, vorne ein gestürzter Eichentrieb mit grünem Blatt und 3 roten Eicheln, hinten ein gestürztes, schwarzbeheftetes, goldenes Schwert.“
44. ↑  Guckheim: „Geteilt von Silber und Gold durch einen blauen schräglinken Wellenbalken, vorne ein rotes durchgehendes Balkenkreuz, hinten ein sechsspeichiges schwarzes Mühlrad.“
45. ↑  Hachenburg: „In Rot zwischen zwei grün behelmten goldenen Rundtürmen ein goldenes Tor mit Zinnenmauer und geöffnentem goldenem Fallgitter; darüber schwebend ein roter Schild mit goldenem Bord, darin ein herschauender, doppelschwänziger, blau bewehrter goldener Löwe.“
46. ↑  Hahn am See: „Über blauem Wellenschildfuß in Silber ein durchgehendes rotes Kreuz, belegt mit einem goldenen Kleeblattkreuzstab, unten am Kreuzfuß ansetzend schrägrechts und schräglinks zwei grüne Ähren.“
47. ↑  Hahn: „Gespalten von Silber und Gold durch eine eingeschweifte blaue Spitze, darin ein linksgewandtes, silbernes Schlägel und Eisen, vorne ein rotes durchgehendes Balkenkreuz, hinten balkenweise ein grüner Laub- mit einem links überdeckenden Nadelbaum.“
48. ↑  Hellenhahn-Schellenberg: „In Blau auf einem wachsenden, silbernen Felsen, rechts und links begleitet von zwei goldenen Kugelschellen, ein rotbewehrter Hahn mit rotem Kamm und goldener Zunge.“
49. ↑  Herschbach:„Schräglinks geteilt von Silber und Rot, überdeckt von einem goldkranznimbierten Heiligen (Laurentius von Rom) im schwarzen Mantel, silbernem Untergewand und silbernen Schuhen, in der Rechten ein rotes Feuerrost, in der Linken ein silbernes Buch haltend.“
50. ↑  Herschbach (Oberwesterwald): „Gespalten durch eine einqebogene schwarze Spitze, darin ein silberner, gold bewehrter Adler, vorne in Gold ein blauer Wellenbalken, hinten in Silber ein rotes geschaffenes Hochkreuz.“
51. ↑  Heuzert: „Durch eine silberne Leiste schräglinks geteilt von Rot und Blau, vorne ein wachsender blaubewehrter und -gezungter goldener Löwe, hinten drei achtspeichige goldene Mühlräder, nach dem Schildrand gelegt.“
52. ↑  Hilgert: „Gespalten durch einer eingeschweifte silberne Spitze, darin ein über zwei schräggekreuzten blauen Tonpfeifen stehender blauer Krug, vorne in Gold vier rote Schrägbalken, belegt mit einem blauen nach links schreitenden Pfau, hinten in Blau ein goldener Löwe, bestreut mit sieben goldenen Schindeln.“
53. ↑  Hillscheid: „Gespalten durch eine eingeschweifte grüne Spitze, darin drei goldene Krüge, deren mittlerer die beiden äußeren überragt; vorne in Rot ein goldener blaugezungter herschauender Löwe, hinten in Silber ein rotes Balkenkreuz.“
54. ↑  Höchstenbach: „Gespalten von Gold und Rot; rechts ein facettiertes, rotes Johanneskreuz, links ein hersehender, blaubewehrter und -gezungter, doppelschwänziger goldener Löwe (Sayner Löwe).“
55. ↑  Höhn: „Schräglinks geteilt von Rot und Silber, oben eine goldene Lilie, unten ein stehendes, rotes Buch, darauf ein gestürztes, goldenes Schwert, mit einem Gladius gekreuzt, mit goldenem Schnitt, Schließe, Lesezeichen und drei Rückennieten.“
56. ↑  Höhr-Grenzhausen: „In Silber drei (2:1) gestellte blaue Frankfurter Kannen.“
57. ↑  Homberg: „Unter goldenem Wellschildhaupt, darin eine Reihe stilisierter grüner Fichten mit schwarzem Stamm, in Rot auf grünem Berg eine silberne Kapelle mit schwarzer Tür und schwarzem Giebelkreuz.“
58. ↑  Horbach: „In Rot ein silberner Wellenschrägbalken, oben ein auffliegender, goldener Buchfink mit ausgestrecktem rechtem Flügel, unten eine heraldische Lilie.“
59. ↑  Hübingen: „Gespalten von Silber und Grün, vorne eine rote Garbe, begleitet von einem roten Lindenzweig, über einem roten Wellenbalken, hinten ein gewendeter goldener Lindenzweig, begleitet von einem goldenen auffliegenden Buchfinken, über einem goldenen Wellenbalken.“
60. ↑  Hüblingen: „Im Wellenschnitt gespalten von Blau und Gold, vorn ein schwarzbezeltdachter, silberner Kirchturm, darin pfahlweise ein schwarzer Lichtblitz und ein schwarzes Rundbogenfenster, mit kreuzbestecktem, schwarzem Glockentürmchen (Dachreiter), in beiden ein silbernes Doppelfenster, aus dem Turm beiderseits hervortretend die Katzen eines silbernen Langhauses, hinten pfahlweise drei sechsspeichige, zwölfschauflige blaue Mühlräder.“
61. ↑  Hundsangen: „In Silber ein durchgehendes, facettiertes, rotes Tatzenkreuz, belegt mit einem blauen Schild, darin pfahlweise zwei goldene Löwen.“
62. ↑  Hundsdorf: „In Gold zwischen zwei auseinandergeschobenen roten Schrägrechtsleisten ein steigender, rotbewehrter und rotgezungter schwarzer Hund mit rotem Halsband.“
63. ↑  Irmtraut: „Geviert, in Feld 1 und 4 in Silber ein schwarzer Bock, in Feld 2 und 3 in Schwarz eine silberne Tanne.“
64. ↑  Kadenbach: „In Silber ein durchgehendes schwarzes Tatzenkreuz, belegt mit einem silbergesäumten roten Balkenkreuz, im linken Obereck ein abgerissenes, rotbewehrtes und rotgezungtes, schwarzes Adlerhaupt“.
65. ↑  Kammerforst: „Gespalten von Silber und Rot; vorn ein grüner Eichenzweig mit einer goldenen Eichel, hinten übereinander drei schräglinks gelegte silberne Hämmer.“
66. ↑  Kirburg: „In Schwarz einen schräg-links gestellten goldenen Bischofsstab, belegt von silber-rot geschachtem Schrägbalken.“
67. ↑  Kölbingen: „In Silber drei blaue Pfähle, belegt mit einem roten Balken, darin rechts drei goldene Kugeln, links ein dreilätziger goldener Turnierkragen, belegt mit einer gestürzten, eingebogenen, grünen Spitze, darin ein goldener Liliendreipaß.“
68. ↑  Kroppach: „In Schwarz ein goldener Kelch mit roter Innenwand und mit einem roten, blauen und roten Edelstein besetzten sechsseitigen Fuß.“
69. ↑  Kuhnhöfen: „Gespalten durch eine gestürzte eingebogene grüne Spitze, darin wachsend zwischen zwei goldenen Ähren ein silberner Bischofsstab. Vorn in Silber ein durchgehendes rotes Kreuz. Hinten in Gold ein blauer Wellenbalken.“
70. ↑  Langenbach bei Kirburg: „Über blauem Wellenschildfuß, darin eine silberne Raute, in Silber eine wachsende Eiche mit grünem Laub, goldenen Eicheln und schwarzem Stamm, beiderseits begleitet von je zwei schräg aneinandergerückten, schwarzen Kantenwürfeln.“
71. ↑  Lautzenbrücken: „In Silber ein blauer Schrägwellenbalken. unterhalb der Mitte bedeckt von einer durchgehenden schwarzen Brücke mit flacher Rundbogenöffnung; oben links eine schwarzstämmige, grüne Baumgruppe aus zwei Fichten und einem Laubbaum, 2:1 ineinandergestellt; unten rechts eine Gruppe von drei wachsenden, versetzt aneinander gereihten, nach rechts absteigenden, schwarzen Basaltsäulen mit sechskantigem Querschnitt.“
72. ↑  Leuterod: „Durch einen gestürzten Stufengiebel geteilt von Grün und Silber: Vom unteren Schildrand wachsend ein Lilienstab in verwechselten Farben; unten überdeckt von einer roten Wellenleiste; oben rechts und links begleitet von je einer silbernen Rose mit silbernen Kelchblättern und einem goldenen Butzen.“
73. ↑  Liebenscheid: „In Blau ein rotbewehrter goldener Löwe, in seinen Pranken ein silbernes Antoniuskreuz.“
74. ↑  Luckenbach: „Wappen durch silbernen, schräg liegenden Wellenbalken geteilt, oben in Rot, zweigeteiltes Rad, als halbe Haspel nach oben und halben Mahlstein nach unten weisend. Unten in Blau in Halbkreisform angeordnet links oben anfangend: Ein silberner Würfel, ein silbernes Fünfeck und ein 2. silberner Würfel.“
75. ↑  Mähren: „Geviert, Feld 1: in Rot ein abgerissener silberner Ziegenbockkopf, Feld 2: in Silber ein roter Winkelbalken, Feld 3: in Silber ein rotes durchgehendes Kreuz, Feld 4: in Rot ein silbernes Beil.“
76. ↑  Marienrachdorf:: „In Silber eine wachsende silbergekrönte, goldnimbierte Muttergottes in natürlichen Farben in blauem Gewand mit blauem Schleier über weißem Kleid mit goldenem Medaillon, den linken Arm vor die Brust haltend, auf dem rechten Arm ein goldnimbiertes, goldhaariges, unbekleidetes Christuskind in natürlichen Farben, einen blauen Reichsapfel mit goldenem Ringbeschlag und goldenem Tatzenkreuz in der rechten Hand haltend.“
77. ↑  Maroth: „Geviert von Blau und Silber; Feld 1: zwei gekreuzte goldene Rodehacken, Feld 2: ein rotes Kreuz, Feld 3: zwei rote Balken, Feld 4: ein goldener Wellenbalken.“
78. ↑  Maxsain: „In Rot ein goldener blaubewehrter und -gezungter, hersehender Löwe mit beiden Tatzen eine Keule haltend.“
79. ↑  Merkelbach „In Blau ein goldbedachtes silbernes Kapellentürmchen und zwei linke silberne Schrägfußwellenleisten.“
80. ↑  Meudt „In Blau ein goldener Schlüssel mit Kreuzbart und Herzreite.“
81. ↑  Mogendorf: „Gespalten durch eine eingeschweifte silberne Spitze, darin eine rote Flamme; vorne in Grün ein silberner Krug; hinten in Grün ein silberner Spaten.“
82. ↑  Molsberg: „In Rot ein silberner Löwe.“
83. ↑  Montabaur: „In Blau über Zinnenmauer eine silberne Torburg mit drei rot bedachten Zinnentürmen und beiderseits gezinnten Bogen; darauf je ein rot bedachtes Haus, darunter ein silbernes Schildchen mit rotem Kreuz; im Tor der thronende, golden nimbierte Heilige Petrus mit rotem Mantel und goldenem Gewand, in der Rechten einen goldenen Schlüssel, in der Linken einen goldenen Kreuzstab haltend.“
84. ↑  Moschheim: „Über blau-silbern gespaltenem Bogenschildfuß, darin auf dem Speit ein Krug in verwechselten Farben, der mit einer Traube am Rebholz in abermals verwechselten Farben belegt ist, gespalten von Silber und Rot. Vorn ein durchgehendes rotes Kreuz. Hinten eine goldene Krone.“
85. ↑  Mudenbach: „Gespalten von Silber und Blau, belegt mit einem geminderten Wellenbalken über einem achtspeichigen Mühlrad jeweils in verwechselten Farben, vorne ein dreiblättriger blauer Kleestengel, hinten eine zylindrische, silberne Säule mit vierwulstigem Kapitell und zweiwulstiger Basis.“
86. ↑  Nauort: „Im Wellenschnitt schräglinks geteilt von Blau, Gold und Blau, oben und unten belegt mit je einem silbernen Wellenfaden, in Gold ein blauer Krug, oben und unten belegt mit je zwei silbernen Leisten.“
87. ↑  Nentershausen: „Geteilt von Blau und Silber, oben ein schreitender, hersehender, rotgezungter, goldener Löwe, unten ein durchgehendes, rotes Balkenkreuz, bewinkelt mit gestielten, zur Kreuzmitte gewandten, roten Kleeblättern.“
88. ↑  Neunkhausen: „Gespalten von Schwarz und Rot mit eingeschobener, silberner halber Spitze, darin eine wachsende, rote Kapelle mit goldenem Spitzportal, beseitet von zwei silbernen Spitzfenstern, das dritte im schwarzbekreuzten und -bedachten Dachreiter, vorne ein wachsender, goldener Abtstab und hinten ein blaubewehrter und -gezungter, goldener, hersehender Löwe.“
89. ↑  Neustadt/Westerwald: „In Gold ein schräglinker, blauer Wellenbalken; oben ein (mit der linken Klaue aus dem Wellenbalken wachsender) nach links schauender rotbewehrter, schwarzer Adler; unten ein sechsspeichiges, schwarzes Mühlrad mit zwölf Schaufeln.“
90. ↑  Niederahr: „Schräglinks geteilt durch eine viermal gewellte silberne Leiste, oben in Blau wachsend ein goldener rot bewehrter Löwe. ein silbernes Zahnrad haltend, unten in Blau schräglinks ein goldener Tongräberspaten.“
91. ↑  Niederelbert: „Unter blauem, von einer goldenen Wellenleiste abgeschlossenem Schildhaupt, darin eine goldene Lilie, beseitet von zwei silbernen Elchschaufeln, in Rot ein goldbewehrter silberner Hahn.“
92. ↑  Niederroßbach: „In Blau eine schräglinke, silberne Wellenleiste, bedeckt von einem aufbäumenden, goldenen Roß mit roter Zunge.“
93. ↑  Niedersayn: „In Blau eine linke silberne Flanke. Über zwei sllbern-rot verwechselten Wellenleisten vorn ein silbernes Mühlrad, hinten eine rote Glocke.“
94. ↑  Nister-Möhrendorf: „Geteilt von Silber und Blau, belegt mit einem Rad, oberhalbes vierspeichiges Wagenrad, unterhalbes fünfspeichiges Mühlrad in verwechselten Farben, oben bewinkelt von zwei schwarzen geflochtenen Tragekörben (Kietzen); unten eine silberne Wellenleiste.“
95. ↑  Norken: „Von Gold, Rot und Schwarz durch Göpelschnitt geteilt; vorn ein wachsendes, lotrecht stehendes, rotes Messer mit umgebogener Klingenspitze; hinten ein steigender, blaubewehrter, goldener Löwe; unten ein sechsspeichiges, silbernes Rad.“
96. ↑  Oberahr: „Gespalten von Silber und Blau über einem blau-gold gespaltenen Dreiberg jeweils durch Wellenschnitt, vorne ein rotes durchgehendes Balkenkreuz, belegt mit einem wachsenden, goldenen Bischofsstab, in einer Flamme endend, hinten vor einer wachsenden goldenen Ähre ein wachsendes goldenes Buchenblatt.“
97. ↑  Obererbach: „Durch Wellenschnitt schräg (rechts) von rot und silber gespalten. Oben 7 in unregelmäßiger Höhe zusammenstehende sechseckige silberne Basaltsäulen; Unten ein zweiblättriger roter Erlenzweig mit 2 rechts stehenden roten Fruchtständen.“
98. ↑  Oberhaid: „Von Blau über Rot durch einen silbernen Wellenbalken geteilt, oben ein silbernes Eichenaststück mit drei Blättern und zwei goldenen Eicheln, unten eine silberne Waage.“
99. ↑  Oberrod: „Gespalten. Vorne in Gold eine schwarze Kapelle, mit silbernen Tür- und Fensteröffnungen, hinten durch ein schrägsteigenden, silbernen Wellenkeil von Blau und Grün schräggeteilt, unten eine linksgewandte, silberne Rodehacke.“
100. ↑  Oberroßbach: „In Gold eine blaue Wellenschrägleiste, unter fünf aus dem Schilderrand wachsende, nach links aufsteigende Basaltsäulen, oben ein rotes springendes Pferd.“
101. ↑  Ötzingen: „Gespalten von Rot und Blau durch einen silbernen Leistenpfahl, der mit 7 roten Kantenwürfeln belegt ist. Vorne, unter einem geschwungenen silbernen Kapellengiebel mit Glockentürmchen ein silbernes Eichenblatt. Hinten eine goldene Ähre mit zwei Fruchtblättern, von einer silbernen Wellenleiste belegt.“
102. ↑  Pottum: „Von einem blau-silbern geteilten Wellenbalken geteilt, oben in einem goldenen Wellschildhaupt über einem wachsenden grünen Lindenstrauch mit zwei Ästen und je 4 Blättern eine schreitende schwarz-silberne Bachstelze, unten in Blau ein aufgeschlagenes silbernes Buch, belegt von einem Messer, dessen rote Griffstange mit Klinge den Falz bedeckt und sein silberner Griff über den Buchblock herausragt.“
103. ↑  Ransbach-Baumbach: „In Silber drei rote Schrägbalken", belegt mit einem blauen Salzkeramikhenkelkrug mit Fuß, darauf ein springender, dunkelblauer Hirsch über ebensolchem Rankenwerk.“
104. ↑  Rehe: „Ein eingebogenes, von Blau und Silber gespaltenes Göpelstück; vorn in Gold ein blaues stilisiertes Fachwerkgebäude; hinten in Grün nebeneinander zwei silberne Zahnradvierteln eine aufrechte goldene Ähre, die zwei übereinanderstehende Kreisbögen überzieht.“
105. ↑  Rennerod: „In Blau pfahlweise zwei schreitende, rot-bewehrte und -gezungte goldene Löwen.“
106. ↑  Rückeroth: „In Schwarz ein goldenes Kreuz bewinkelt von vier fünfstrahligen silbernen Sternen.“
107. ↑  Salz: „In Silber ein durchgehend rotes Kreuz, bewinkelt von über Eck gestellten blauen Salzkristallen.“
108. ↑  Salzburg: „Über goldenem Wellenschildfuß, darin ein roter Waagebalken mit zwei roten Waagschalen, in Blau ein goldener rotberwehrter schreiender Hahn, oben umrahmt von zwei silbernen Wagenrädern.“
109. ↑  Schenkelberg: „Unter silbernem Schildhaupt, darin zwei goldbesamte und grünbespitzte, rote Rosen, in Grün ein goldener Sturzsparren, erhöht von einem goldenen Weidenkorb.“
110. ↑  Seck: „In Gold zwischen grünem Palmenzweig und grünem Dolch einen schwarzen Schrägbalken, der mit einem goldenen Bischofsstab belegt ist.“
111. ↑  Sessenbach: „Von Silber über Blau durch Wellenschnitt schräglinks geteilt, oben ein durchgehendes rotes Kreuz, unten silberne Hammer und Rodungshacke gekreuzt.“
112. ↑  Sessenhausen: „In Silber zwei rote Balken, belegt mit einem schreitenden, blau gekleideten Mann in natürlichen Farben mit schwarzem Hut, silbernem Hutband und schwarzen Schuhen, auf dem Rücken eine offene Kiepe (Kitz) in natürlichen Farben mit blauen Tongefäßen, in der linken Hand einen Wanderstab in natürlichen Farben.“
113. ↑  Siershahn: „Erniedrigt geteilt von Rot und Silber, belegt mit einem achtspeichigen Rad in verwechselten Farben, das Achsloch auf der Teilung, oben rechts und links von zwei silbernen Lindenblättern begleitet, deren Spitze in die jeweilige Schildecke weist.“
114. ↑  Stahlhofen am Wiesensee: „Gespalten durch eine eingebogene rote Spitze, darin fünf zu einem Kreuz gestellte goldene Dreiblattsteckkreuze, vorn in Gold ein blauer Wellenbalken darin ein silberner Fisch, hinten in gold drei grüne Eichenblätter.“
115. ↑  Steinefrenz: „Unter goldenem Schildhaupt, darin eine viermal gewellte blaue Leiste, gespalten, vorne in Silber ein durchgehendes rotes Kreuz, hinten in Rot ein linksgewandtes, goldenes Beil.“
116. ↑  Stein-Neukirch: „Über silbernem Wellenschild, darin wachsend eine Basaltgruppe von vier Säulen, die in Blau eine silberne Kirche mit schwarzen Fenstern und rotem Dach und Turmhelm.“
117. ↑  Stockhausen-Illfurth: „In Gold über erniedrigtem, blauem Wellenbalken, darin pfahlweise drei goldene Kugeln, vorne ein Lindenbaum in natürlichen Farben, aus einem Aststück ein blau-silberner Wasserstrahl linkswärts fließend, hinten eine leicht gebeugte, hersehende, rotgewandete Dame mit goldenen Manschetten, Kragen und blauem Umhang in natürlichen Farben, eine rot-blau-silberne Gebende über schwarzem Haarnetz tragend, die Rechte gestreckt, den Gewandrock haltend, in der Linken am angewinkelten Arm ein blaues Buch im Goldschnitt, darauf ein goldenes Kreuz.“
118. ↑  Streithausen: „Durch Wellenschnitt schrägrechts geteilt von Gold und Blau; vorne drei rote Rauten, hinten eine goldbesamte silberne Rose mit Stiel und Blättern.“
119. ↑  Wahlrod: „Halb geteilt und gespalten; vorne oben in Silber ein schwarzes Kreuz, unten von Rot über Silber durch einen Spitzenschnitt des silbernen Feldes in das rote Feld übergreifen; links in Rot ein linkssteigender, herschauender blaubewehrter und gezungter goldener Löwe.“
120. ↑  Waigandshain: „Über blauem Wellenschildfuß darin ein goldenes Doppeljoch, gespalten, vorne in Rot ein goldenes Glockentürmchen mit drei Schallfenstern, hinten in Gold ein grüner Zweig mit vier grünen Eichenblättern und drei grünen Eicheln.“
121. ↑  Waldmühlen: „Wellenförmig geteilt, oben in Gold ein roter Kleeblattkreuzstab, begleitet von je einem schrägrechts bzw. schräglinks gestellten grünen Eichenblatt, unten in Blau ein goldenes Mühlenrad.“
122. ↑  Weroth: „In Gold ein rotes Göpelstück, darin auf einem wachsenden silbernen Dach ein silbernes Glockentürmchen mit 2 schwarzen Schallfenstern, unter dem Turm belegt von einer blauen Urne; vorne und hinten je ein grüner Eichenzweig mit drei Blättern und einer Eichel.“
123. ↑  Westerburg: „In Silber ein schwarzgefugter, roter, fünfzinniger Turm mit zweistufigem Sockel, silbernem Fenster, goldbeknauftem, blauem Spitzdach, vorne begleitet von einem blauen Schildchen, darin ein linksblickender, goldbewehrter und goldbefangter, silberner Adler (Leininger Adler), hinten ein rotes Schildchen, darin ein durchgehendes goldenes Kreuz, bewinkelt oben mit zweimal fünf (2:1:2), unten mit zweimal vier (2:1:1) goldenen Kreuzchen (Herrschaft Westerburg).“
124. ↑  Westernohe: „Geteilt, oben in Gold drei grüne Tannen, unten in Blau ein rotbewehrter, goldener Löwe (Nassauischer Löwe), bestreut mit sechs goldenen Schindeln.“
125. ↑  Willingen: „Unter grünem Bogenschildhaupt, darin zwei goldene Arnikablüten, in Gold ein halber, steigender, blauer Wellenkeil, erhöht um ein goldgefugtes, schwarzes Gewölbe.“
126. ↑  Winkelbach: „Durch einen silbernen Wellensparren geteilt von Grün und Rot; oben links balkenweise drei goldene Ähren, unten ein blaubezungter, hersehender, goldener Löwenkopf.“
127. ↑  Winnen: „Durch Göpelschnitt dreigeteilt, vorne in Blau ein rotbewehrter und - gezungter Löwe, hinten in Gold ein neunblättriger grüner Lindenzweig und unten in Rot eine silberne, dreibandige Hängewaagschale mit Ring.“
128. ↑  Wirges: „In Blau eine silberne Rose mit rotem Butzen und grünen Kelchblättern.“
129. ↑  Wirscheid: „Gespalten, mit zwei gestürzten halben Spitzen geteilt, 1: in Silber zwei rote Balken, 2: in Grün goldenes Glockentürmchen mit zwei Schallfenstern, 3: in Grün schräglinks wachsende goldene Ähre zwischen zwei goldenen Eichenblättern bordweis, 4: in Silber durchgehendes rotes Kreuz, belegt mit goldener heraldischer Lilie.“
130. ↑  Wittgert: „Von Schwarz und Grün durch silbernen Wellenpfahl gespalten. Links ein silberner Hammer und eine silberne Rodungshacke schräggekreutzt, Rechts ein silberner Tonkrug.“
131. ↑  Zehnhausen bei Rennerod: „Durch Wellenschnitt schräglinks geteilt von Blau und Gold, vorne eine goldene Krone, hinten ein blauer Brunnentrog mit Brunnensäule, darauf silberne Ornamente.“
132. ↑  Zehnhausen bei Wallmerod: „Geteilt durch eine erniederigte blaue Wellenleiste, oben in Silber drei Lindenblätter, dreipassweis, mit zwei Fruchtständen in Grün, darüber eine rote Pflugschar, unten ein rotes Gitter.“